# Ampliação

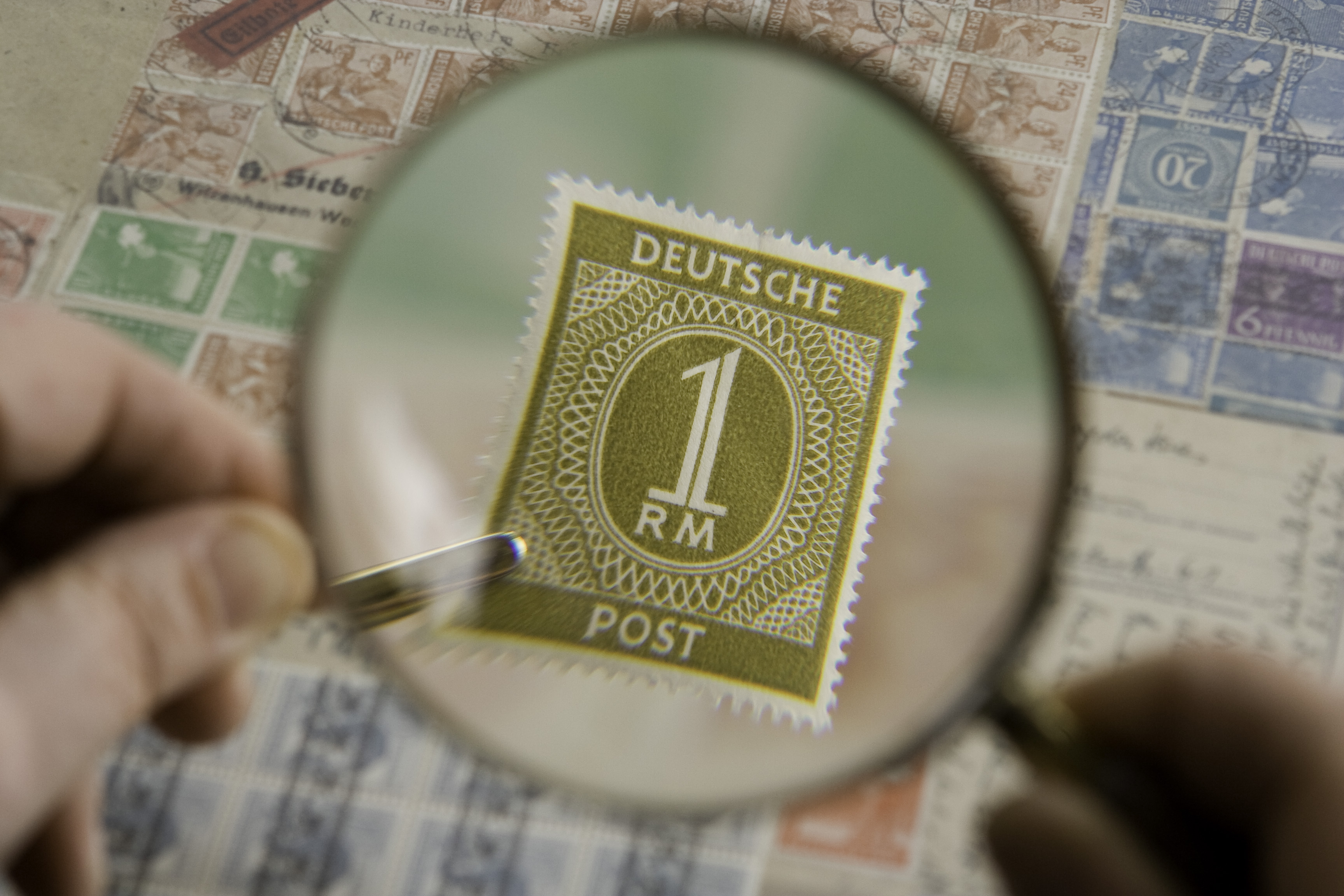
O selo parece maior com o uso de uma lupa.

Ampliação, algumas vezes simplesmente aumento,  é o processo de aumentar alguma coisa somente em sua aparência, não em seu tamanho físico. Este aumento é quantificado por um número calculado também chamado "magnificação". Quando este número é menor que um, ele refere-se à redução em tamanho, algumas vezes chamada "minificação" ou "de-magnificação".
Tipicamente, a magnificação é relacionada à ampliação óptica visual ou de imagens para poder ver-se mais detalhes, aumentando a resolução, utilizando-se microscópio, técnicas de impressão ou processamento digital. Em todos os casos, a ampliação da imagem não muda a perspectiva da imagem.

## Exemplos de ampliação
- Uma lupa, que usa lentes convexas para fazer coisas parecerem maiores, ajuda o usuário a ver o objeto com maior detalhe.
- Um telescópio, que usa suas grandes lentes objetivas para formar uma imagem de um objeto distante e que então permite o usuário a examinar a imagem com uma lente ocular, então fazendo o objeto parecer maior.
- Um microscópio, que faz um pequeno objeto parecer muito maior a uma distância confortável para visualização. Um microscópio é similar em seu plano ao um telescópio exceto que o objeto, que é geralmente menor que a lente objetiva, visualizado está próximo a lente objetiva
- Um projetor de slides, que projeta uma grande imagem de um pequeno objeto.

## Ampliação como número
Ampliação óptica é a razão entre o tamanho aparente de um objeto (ou seu tamanho em uma imagem) e seu tamanho verdadeiro, então é um número adimensional
- Linear — Para imagens reais, como as projetadas em uma tela, tamanho significa uma dimensão linear (medida, por exemplo, em milimetros ou polegadas

- Ampliação angular — Para instrumentos ópticos com uma lente ocular, a dimensão linear da imagem vista na lente (imagem virtual em distância infinita) não pode ser dada, então tamanho significa o ângulo subtendido pelo objeto no ponto focal (tamanho angular). Estritamente falando, um poderia usar a tangente daquele ângulo (na prática, isso só faz diferença se o ângulo é maior que poucos graus). Então, ampliação angular é dada por:

{\displaystyle \mathrm {MA} ={\frac {\tan \varepsilon }{\tan \varepsilon _{0}}}} ,
onde {\displaystyle {\varepsilon _{0}}} é o ângulo subtendido pelo objeto no ponto focal da frente da lente objetiva e {\displaystyle {\varepsilon }} é o ângulo subtendido pela imagem pelo ponto focal "de trás" da lente ocular.
- Exemplo: o tamanho angular da lua cheia é 0.5°. Em binóculos com ampliação de 10x o ângulo subtendido parece ser de 5°.

Por convenção, para lupas e microscópios ópticos, onde o tamanho do objeto é uma dimensão linear e o tamanho aparente é um ângulo, a ampliação é a razão entre o tamanho aparente visto pela lente ocular e o tamanho angular do objeto visto quando posto a distância convencional do observador de 25 cm do olho.
Ampliação óptica é geralmente referido como "poder" (por exemplo "poder de 10x"), no entanto isso pode gerar confusão com poder óptico.

### Calculando a magnificação de um sistema ópticos

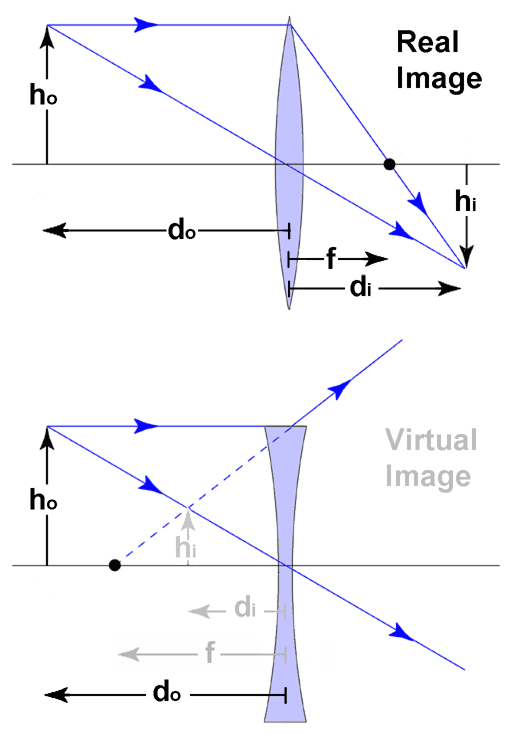
Uma lente funa em que as dimensões em preto são reais e as em cinza virtuais. A direção das setas podem ser usadas para descrever sinais cartesianos +/-: do centro da lente, a esquerda ou abaixo = negativo, a direita ou acima = positivo.

- Lente única": a ampliação linear da lente fina é

{\displaystyle M={f \over f-d_{o}}}
onde {\displaystyle f} é a distância focal e {\displaystyle d_{o}} é a distância da lente ao objeto. Note que para imagens reais, {\displaystyle M} é negativo e a imagem é invertida. Para imagens virtuais, {\displaystyle M} é positivo e a imagem é direita.
Com {\displaystyle d_{i}} sendo a distância da lente até a imagem, {\displaystyle h_{i}} a altura da imagem e {\displaystyle h_{o}} a altura do objeto, a ampliação pode ser escrita como:
{\displaystyle M=-{d_{i} \over d_{o}}={h_{i} \over h_{o}}}
Note novamente que a amplitude negativa implica uma imagem invertida.
- Fotografia: a imagem capturada por um filme fotográfico ou sensor de imagem é sempre uma imagem real, e geralmente invertida. Quando medindo a altura de uma imagem invertida usando  convenção de sinais de sistema de coordenadas Cartesianas (onde o eixo-x é o eixo óptico) o valor de hi será negativo, e como resultado M também será negativo. No entanto, a convenção de sinais usada em fotografia é "real é positivo, virtual é negativo".[2] Então em fotografia: altura do objeto e distância são sempre reais e positivas. Quando a distância focal é positiva, a altura da imagem, distância e ampliação são reais e positivas. Só quando a distância focal é negativa que a altura da imagem, distância e ampliação são virtuais e negativas. Então as fórmulas de ampliação fotográfica são tradicionalmente  representadas como

{\displaystyle M={d_{i} \over d_{o}}={h_{i} \over h_{o}}={f \over d_{o}-f}={d_{i}-f \over f}}
- Telescópio: a ampliação angular é dada como

{\displaystyle M={f_{o} \over f_{e}}}
onde {\displaystyle f_{o}} é a distância focal da lente objetiva e {\displaystyle f_{e}} é a distância focal da lente ocular.
- Lupa: a ampliação angular máxima (comparada ao olho nu) de uma lupa depende em como a ela e o objeto estão, relativo ao olho. Se a lente está a uma distância do objeto em que seu ponto focal está no objeto sendo visualizado, o olho relaxado (focado no infinito) pode ver a imagem com ampliação angular

{\displaystyle \mathrm {MA} ={25\ \mathrm {cm}  \over f}\quad }
onde {\displaystyle f} é a distância focal de lente em centímetros. A constante 25 cm é uma estimativa do "ponto próximo" entre—a distância mínima em que o olho humano consegue focar. Nesse caso a ampliação angular independe da distância entre o olho e a lupa.
Se ao em vez a lente é posta bem próxima do olho e o objeto é posto mais próximo da lente que seu ponto focal para que o observador foque no ponto próximo, uma ampliação maior pode ser obtida, aproximando
{\displaystyle \mathrm {MA} ={25\ \mathrm {cm}  \over f}+1\quad }
Uma interpretação diferente do último caso é que a lupa muda o dioptro do olho (fazendo-o miópico) afim de que o objeto possa ser posto mais próximo do olho resultado em uma maior ampliação angular.
- Microscópio: a magnificação angular é dada como

{\displaystyle \mathrm {MA} =M_{o}\times M_{e}}
onde {\displaystyle M_{o}} é a ampliação da objetiva e {\displaystyle M_{e}} a ampliação da ocular. A magnificação da objetiva depende em seu ponto focal {\displaystyle f_{o}} e na sua distância {\displaystyle d} entre o plano focal objetivo "de trás" e o plano focal da ocular (chamado de distância "de tubo")
{\displaystyle M_{o}={d \over f_{o}}}.
A ampliação da ocular depende no sua distância focal {\displaystyle f_{e}} e é calculada pela mesma equação a da lupa (acima).
Note que tanto telescópios como microscópios produzem imagens invertidas, então a equação para ampliação do telescópio ou microscópio é geralmente dada com um sinal menos (-).